# Разъезд 82 Курылык
82 Курылык (каз. рзд.82 Құрылық) — разъезд в Аральском районе Кызылординской области Казахстана. Входит в состав Саксаульского сельского округа. Код КАТО — 433257600.

## Население
В 1999 году население разъезда составляло 86 человек (49 мужчин и 37 женщин). По данным переписи 2009 года, в разъезде проживало 87 человек (45 мужчин и 42 женщины).